# 陶恒馥
陶恒馥（1901年—1997年）。岳阳人。中华人民共和国女政治家。农业部长廖鲁言妻子。

## 生平
1927年1月考入黄埔军校武汉分校女生队，2月加入中国共产党。1927年，葛琴、夏之栩、陶恒馥三人在上海建立了一个交通小组，后被捕，赴苏联莫斯科学习。1932年初任中共河南省委宣传部部长和妇女部长。后在中共北方局组织部、川康特委、妇委、中央统战部工作。1945年任中央组织部材料科科长。1948年，任中央政策研究室副秘书长。中华人民共和国成立后，历任中华人民共和国内务部地政司副司长、中央农村工作部副秘书长、国务院农林办副主任、国务院知青办负责人、农业部顾问等职。是中共八大代表、第三届全国人大代表。